# 爨頠
爨頠（?—?），東晉十六國時期爨氏首领，是建宁郡（今云南省曲靖市）人。
爨氏本是晉朝在今雲南的大族，在兩晉之際有爨量、爨琛曾背離晉朝，歸降成漢。晉穆帝永和元年（345年）十二月，爨頠見成漢李勢大勢已去，歸降晉朝。兩年后，成漢就被桓溫所滅。